# آندره‌آ دل کاستانیو
آندره‌آ دل کاستانیو (ایتالیایی: Andrea del Castagno; زاده ۱۴۲۱ – درگذشته ۱۹ اوت ۱۴۵۷) نقاش اهل ایتالیا بود.
وی تحت تاثیر مازاتچو و جوتو دی بوندونه نقاشی را آموخت، نقاشی‌های دیواری وی در کلیسای جامع فلورانس وجود دارد.

## نگارخانه

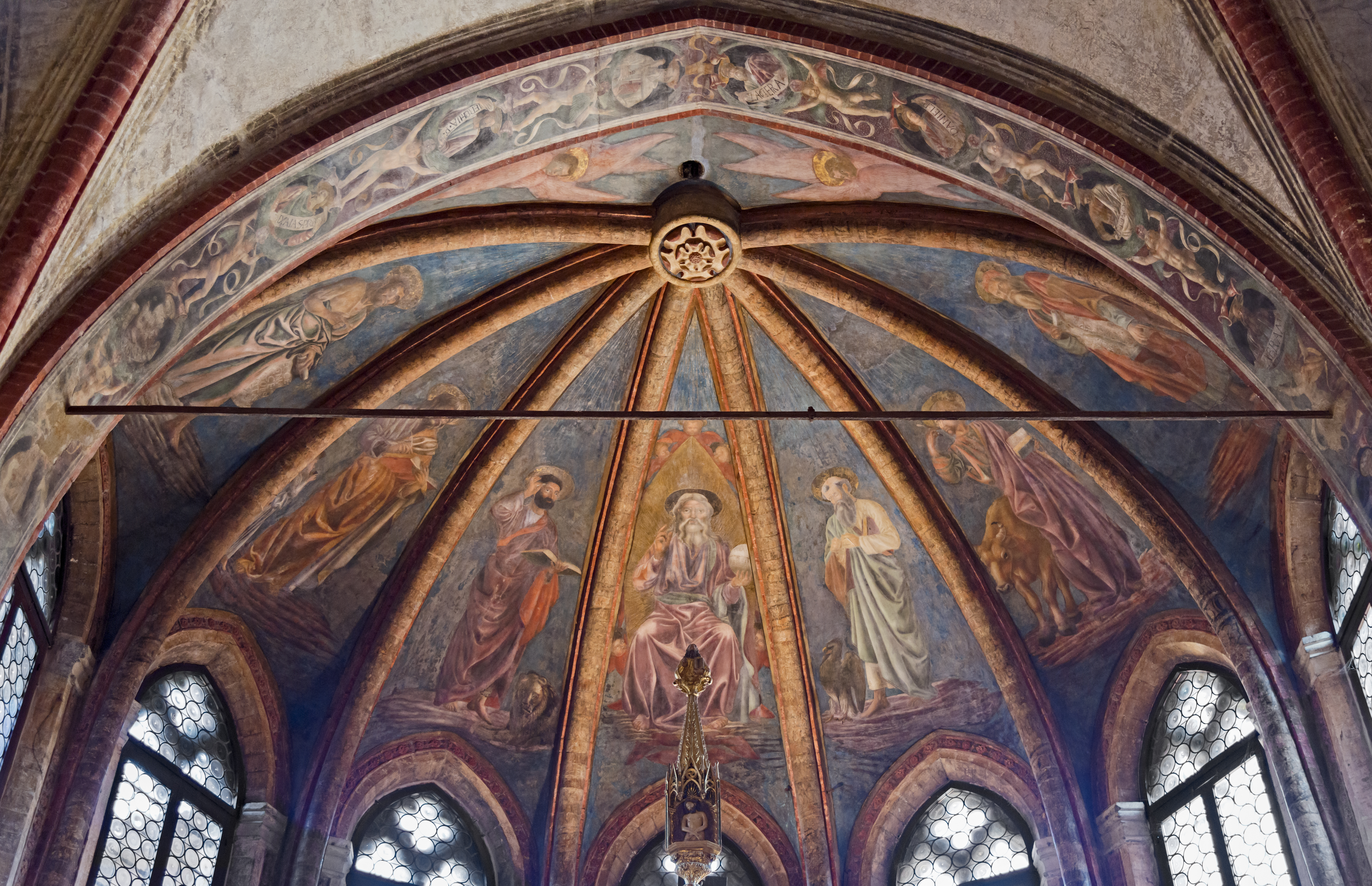
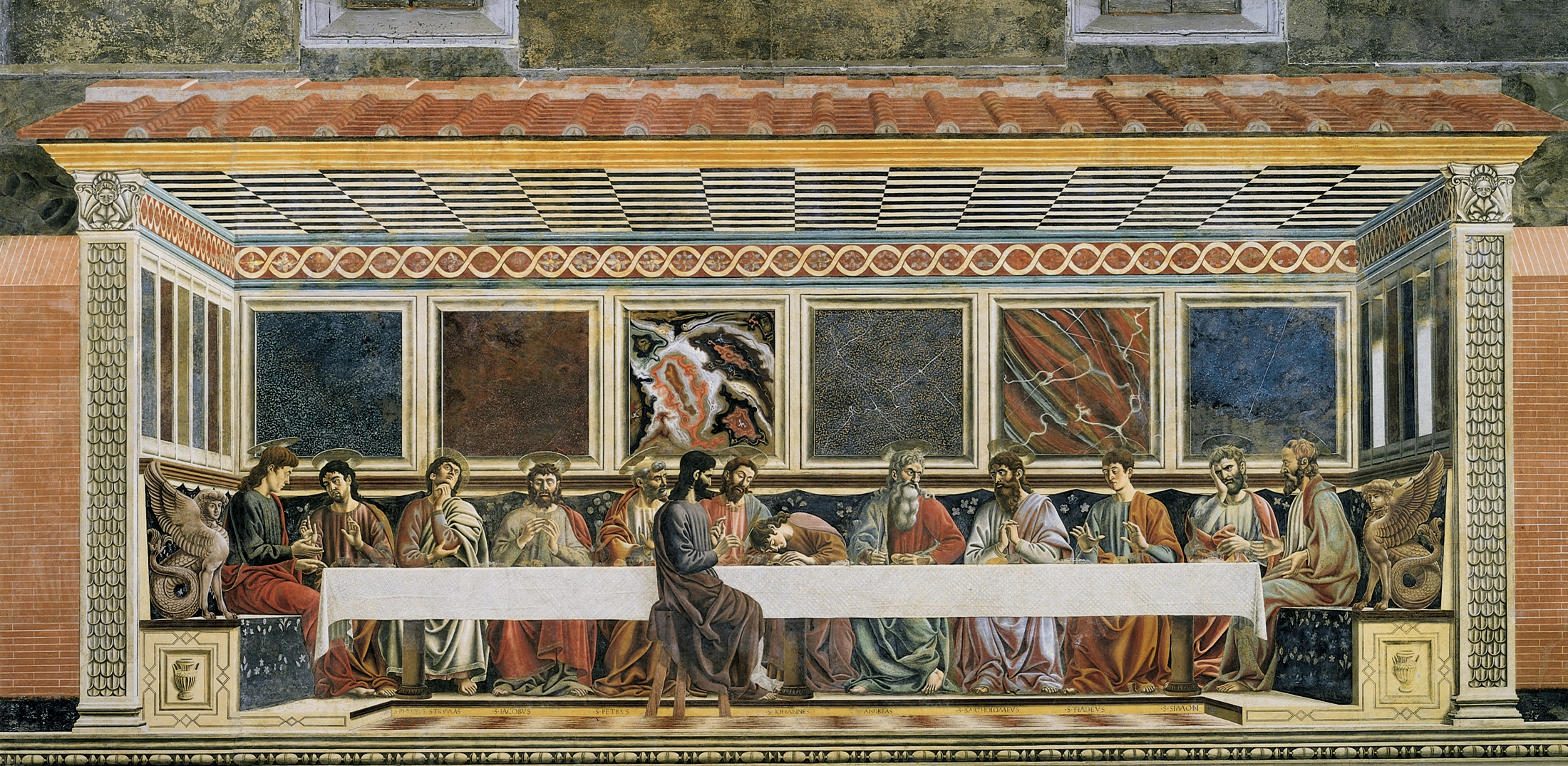
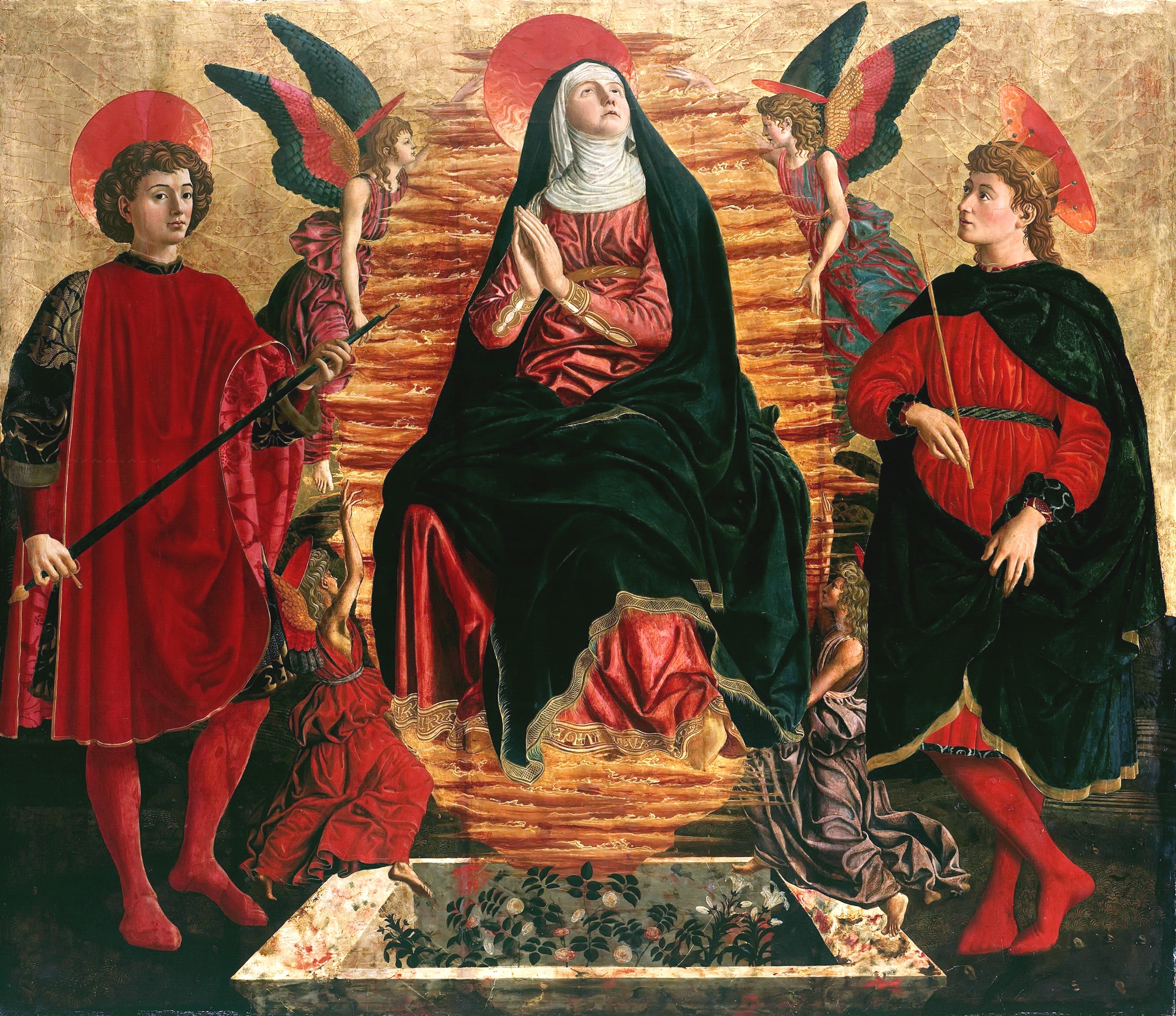
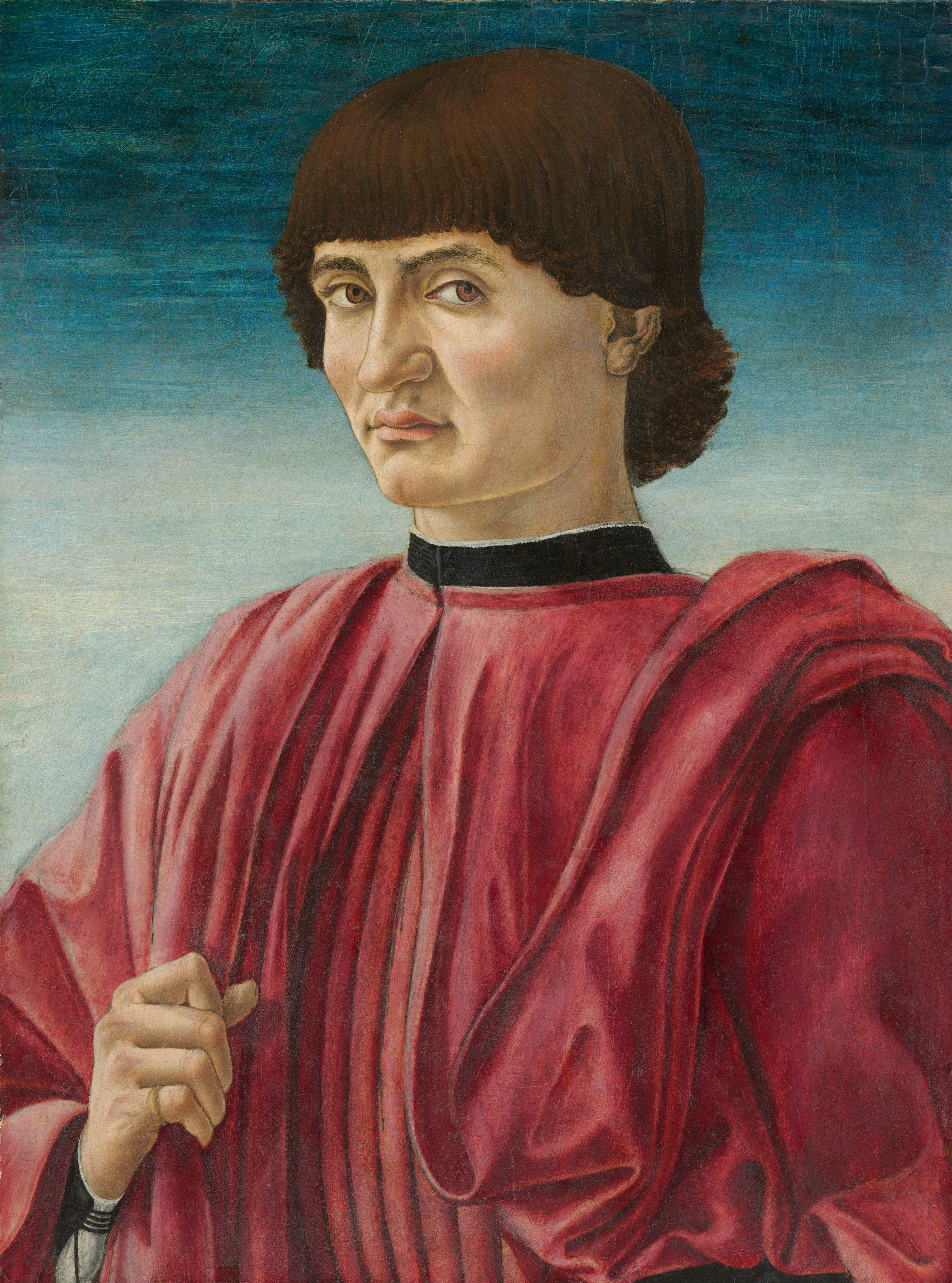